# 16 Brygada Strzelców (URL)
16 Brygada Strzelców – oddział piechoty Armii Ukraińskiej Republiki Ludowej.

## Formowanie i zmiany organizacyjne
W wyniku rozmów atamana Symona Petlury z naczelnikiem państwa i zarazem naczelnym wodzem wojsk polskich Józefem Piłsudskim prowadzonych w grudniu 1919, ten ostatni wyraził zgodę na tworzenie ukraińskich jednostek wojskowych w Polsce.
Rozkazem dowódcy 6 Siczowej Dywizji Strzelców nr 25 z 31 marca 1920 rozpoczęto formowanie brygady. W jej skład włączono 46 kureń strzelców, z którego wydzielono kadry dla nowego 47 kurenia. Każdy kureń posiadał dwie półsotnie piechoty i dwie półsotnie karabinów maszynowych. 5 kwietnia brygada stacjonowała w forcie Graf Berg w Twierdzy Brzeskiej. 21 kwietnia, po zakończeniu pierwszej fazy organizacji, brygada była gotowa do wyruszenia na front. W tym czasie składała się ze sztabu, dwóch kureni piechoty i czoty telefonicznej. Następnego dnia brygada opuściła Brześć i 1 maja przybyła do Berdyczowa, a niedługo potem została przetransportowana do Kijowa. Tu kontynuowano prace organizacyjne. Półsotnie piechoty i karabinów maszynowych zostały przekształcone w sotnie. W sierpniu, wskutek intensywnych walk, liczebność brygady nieco się zmniejszyła. 1 września 16 Brygada Strzelców jako pierwsza ze wszystkich jednostek 6 Siczowej Dywizji Strzelców przeszła w podporządkowanie dowódcy Armii Czynnej.
W październiku Armia URL przeprowadziła mobilizację. W jej wyniku liczebność jej oddziałów znacznie wzrosła. W związku z podpisaniem przez Polskę układu o zawieszeniu broni na froncie przeciwbolszewickim, od 18 października wojska ukraińskie zmuszone były prowadzić działania zbrojne samodzielnie.
21 listopada, pod naporem wojsk sowieckich, brygada przeszła na zachodni brzeg Zbrucza, gdzie została internowana przez Wojsko Polskie. Rozkazem dowódcy dywizji nr 57 z 15 sierpnia 1921 została przekształcona w 16 kureń strzelców.

## Struktura organizacyjna
Organizacja brygady we wrześniu 1920
- dowództwo i sztab
- czota telefoniczna
- 46 kureń strzelców
- 47 kureń strzelców

## Żołnierze oddziału
| Dowództwo jednostki      |                        |       |
| Stopień, imię i nazwisko | Okres pełnienia służby | Uwagi |
| Dowódca brygady          |                        |       |
| płk Roman Suszko         | 31 III – koniec wojny  |       |
| Szef sztabu              |                        |       |
| sat. Mykoła Łotockyj     |                        |       |